# Pheneticillin
Pheneticillin (hoặc phenethicillin) là một penicillin. Nó không được FDA chấp thuận cho sử dụng tại Hoa Kỳ.